# ジョセフ・ジョンストン
ジョセフ・エグルストン・ジョンストン（英: Joseph Eggleston Johnston、1807年2月3日-1891年3月21日）は、アメリカ合衆国およびアメリカ連合国（CSA）の軍人であり、CSAでは最上級将軍の一人だった。有能ながらもCSAの大統領であるジェファーソン・デイヴィスと折り合いが悪く、実力を発揮できなかった側面がある。しかし積極的な攻撃性に欠けていたことも事実であり、個人的に指揮を執った作戦ではことごとく勝利を逃している。

## 生い立ちと初期の経歴
ジョンストンはバージニア州ファームビルのロングウッド・ハウスで、判事のピーター・ジョンストンとメアリーの息子として生まれた。この家は後に焼失した。再建された家は現在ロングウッド大学の学長宅となっている。ジョンストンの名前は父親が独立戦争に従軍したときに仕えた上官、ジョセフ・エグルストン少佐の名前を貰った。陸軍士官学校に入り、1829年に卒業した。1836年に軍隊を離れ、土木工学を勉強した。第二次セミノール戦争の時には、ウィリアム・ポープ・マッカーサーが指揮する船に乗る文民の地形学技師になった。1837年1月12日、フロリダ州ジュピターで上陸していた船員が襲われ、ジョンストンも衣服に「少なくとも30発の銃痕」が開き、1発は頭皮をかすめて終生消えない傷跡が残ったと言っていた。
1838年には軍隊に戻った。
米墨戦争の間、ジョンストンは2回の名誉昇級を果たし、セルロ・ゴードの戦いとチャプルテペクの戦いの2つの戦いで負傷した。以前のセミノール戦争の時の働きでも名誉昇級したことがあった。カリフォルニア州で勤務し、1860年6月28日にはアメリカ陸軍主計総監に任命された。
ジョンストンは、デラウェア州選出の連邦議員でアンドリュー・ジャクソン大統領内閣の一員でもあったルイス・マクレーンの娘、リディア・マクレーンと結婚した。リディアは1887年に死んだ。ジョンストンの兄チャールズ・クレメント・ジョンストンもアメリカ合衆国下院議員を務め、甥のジョン・ウォーフィールド・ジョンストンは上院議員となった。どちらもバージニア州選出だった。

## 南北戦争
1861年にアメリカ合衆国から生まれ故郷の州が脱退してアメリカ連合国（CSA）に加入したとき、アメリカ陸軍では最高の階級であった正規軍准将の職を辞した。南軍（CSA）に合流した当初はバージニア民兵隊の少将に任命され、ハーパーズ・フェリーで指揮を執っていたストーンウォール・ジャクソンを解任し、シェナンドー軍を組織化した。
1861年6月の第一次ブルランの戦いでは、シェナンドー渓谷から自部隊を連れてP・G・T・ボーリガード准将の部隊に合流したが、その地域の地形にはなじみがなかったので、自分より若い将軍に戦闘の指揮を譲った。しかし、南軍が勝利したことでその功績の一端は自分にあることを何とか主張できた。ブルランの後、ボーリガードとウィリアム・ポーチャー・マイルズを助けて連合国軍旗のデザインと制作に関わった。軍旗を正方形にしたのはジョンストンのアイディアだった。
8月、ジョンストンは大将に昇進した。今日ならば4つ星将軍（Four-star General）と呼ばれるものである。しかし他にも3名の将軍が重用されることが分かっていたので喜べなかった。アメリカ陸軍から南軍に合流した士官の中ではジョンストンは最上位だったので、彼は自分がサミュエル・クーパー、アルバート・ジョンストンおよびロバート・E・リーの後塵を拝するべきではないと感じていた。新しい将軍5人の中ではボーリガードだけが下位にランク付けされていた。このことでジョンストンとジェファーソン・デイヴィスとの間にはわだかまりができ、戦争の期間中解消される事はなかった。

### 半島方面作戦
ジョンストンは北バージニア軍の指揮を任され、1862年の半島方面作戦の開始時点でそれを率いた。北軍のジョージ・マクレラン少将軍に対抗して首都リッチモンドを守る時に、会戦をする前にジリジリと後退する戦略を採り、マクレランが包囲戦を布こうと考えているリッチモンドの手前5マイル (8 km)の所まで退いた。ジョンストンは窮地に追いつめられた形で、5月31日、チカホミニー川の南でセブンパインズの戦いの攻撃に移った。この戦いは戦術的には決着が着かなかったが、マクレラン軍のリッチモンドに向けた歩みを止め、その侵略では最も進んだ地点ということになった。しかし、この戦いで一番重要な出来事は勝敗がつかなかった事でも北軍の侵攻を食い止めた事でもなく、戦闘の2日目にジョンストンが負傷して前線を去らなければならなくなった事だった。その結果デイヴィスは北バージニア軍の指揮官としてより攻撃的なロバート・E・リー将軍を任命し、リーはアポマトックスで降伏するまで北バージニア軍の指揮をとることになった。

### 西部戦線
ジョンストンは傷が癒えた後に軍に復帰し、西部戦線の主要指揮官である西部方面軍の指揮官に任命されたがこの肩書きはブラクストン・ブラッグ将軍のテネシー軍、ジョン・C・ペンバートン中将のミシシッピおよび東ルイジアナ方面軍を統括すると言う名ばかりのものだった。ペンバートンは包囲されたビックスバーグ市の中にあって北軍のユリシーズ・グラント少将の軍と対峙しており、ジョンストンは一時的に町を棄ててジョンストンの部隊に加わり、数の上でグラント軍を上回ろうとペンバートンに呼びかけたが、デイヴィスはベンバートンにビックスバーグ市に留まるように命令したためこれは実現しなかった。1863年7月4日にヴィックスバーグは陥落し、ミシシッピ川の最後の砦が落ちた事を聞いた南部は大いに狼狽した。その年11月に行われた第三次チャタヌーガの戦いでブラッグの率いるテネシー軍が敗北し、デイヴィスは渋々ながら旧友であるブラッグを解任してその後釜にジョンストンを据えた。

### アトランタ方面作戦
1864年の春、北軍ウィリアム・シャーマン少将の軍がチャタヌーガからアトランタへ向けて進軍を続けるのを前にして、ジョンストンは以前と同じく後退しつつ戦う戦略を用いた。ジョンストンは強固な防衛陣地を築いたうえで何度か抵抗を試みたが、シャーマンはそれを全て迂回するように進軍したため、南軍はアトランタに向けて後退するしかなかった。ジョンストンは自軍の保持が最も重要な配慮すべき事だと考えており、大変用心深い作戦行動を続けた。自軍をうまく操作して北軍の歩みを遅らせ、自軍の被ったよりも多くの損失を北軍に与えた。6月27日、ケネソー山の戦いでジョンストンはシャーマン軍を破ったが、純粋にシャーマンの攻勢を一時的に退ける事に成功しただけで、北軍が攻勢を続ける事を妨げたわけではなかった。南部の新聞等はジョンストンの戦略が完全に防御的なものであり、進んで攻撃するリスクを採らなかったために南軍の勝利のチャンスが消えたと主張した。ただしこの時点でジョンストン率いるテネシー軍は兵力の点で北軍に対して圧倒的に不利であり、攻勢に出たからといって勝利できるかどうかは怪しかった。
しかしデイヴィスも後退しかしないジョンストンの戦略を怠慢だと見なすようになり、アトランタのすぐ郊外であったピーチツリークリークの戦いの直前、1864年7月17日にジョンストンをテネシー軍の指揮官から外した。後任のジョン・フッドは過度に攻撃的で、北軍に対して攻勢に出ると言う期待には応えたものだったが結局数に勝る北軍を撃滅する事はできず、9月にはアトランタを失った。その冬のフランクリン・ナッシュビル方面作戦ではテネシー軍の大半も失った。デイヴィスがジョンストンを解任するという決断をした事は、この戦争に関する議論の中でも最も争われていることの一つである。

### 両カロライナと降伏
シャーマン率いる北軍がジョージア州を横切り、続いて北へ両カロライナ州を行軍する、いわゆる「海への進軍」について南部の人々が段々と心配になってきたとき、大衆はジョンストンの復帰を要求した。デイヴィスは、サウスカロライナ、ジョージアおよびフロリダの集合的方面軍、さらにノースカロライナと南バージニアの方面軍の統一指揮官にジョンストンを指名した。書類上は3個軍団を率いる重職だったが実際は大した装備を持っていない老兵や州兵の集まりであり書類上の定数も満たしておらず、こけおどしに過ぎなかった。当然この程度の部隊ではジョンストンはシャーマン軍の進軍を鈍らせるためにほとんど何もできなかった。
1865年3月19日、ジョンストン軍はベントンビルの戦いでシャーマン軍を急襲して一部を捕獲し、大部隊を前にして南軍が後退する前に短期的の戦術的な成功を得た。しかしリーがアポマトックス・コートハウスで降伏したことを知ると、その2週間後の1865年4月26日、ノースカロライナ州ダーラムの近くのベネット・プレースでシャーマン軍に降伏した。これはデイヴィスの最後まで徹底抗戦せよと言う命令に逆らうものだった。

## 戦後の生活
戦後、ジョンストンはジョージア州サバンナに住み、アーカンソー州の鉄道会社の社長を務め、1868年から1869年にかけては総合保険事業に携わるようになった。
1877年にバージニア州に戻り、リッチモンドに居を構えて、運送会社の社長になった。1879年から1881年までのアメリカ合衆国議会第46会期で民主党の代議士を務めたが1880年の選挙では再指名されなかった。
グロバー・クリーブランド大統領の時には鉄道のコミッショナーになった。
1874年に出版したジョンストンの南北戦争の時の活動分析「軍事作戦の叙述」はデイヴィスやその仲間の将軍達の多くを強く批判していた。
ジョンストンは、リーと同様に降伏した相手の寛大さを忘れることはなく、シャーマンについて彼の前で言われた意地の悪い言葉を許そうとはしなかった。戦後に親しくしていたシャーマンが死んだとき、その葬儀で棺を担ぐ人となった。1891年2月19日にニューヨークで行われた行列では、冷たい雨の中でも尊敬の印として帽子を取り続けた。年老いた将軍の健康を気遣って帽子を被るように言った者がいたが、ジョンストンは「もし私が彼の立場となり、彼がここに立っているならば、彼は帽子を被ろうとはしないだろう」と答えた。ジョンストンはその日にかぜをひき、さらに肺炎になり、数週間後に死んだ。メリーランド州ボルティモア市グリーンマウント墓地に埋葬された。
ジョンストンのための唯一知られている祈念碑は1912年にジョージア州ダルトンに建てられた。第二次世界大戦の間、アメリカ海軍はジョンストンの名前をつけたリバティ船を保有した。